# Bysantinskt schack

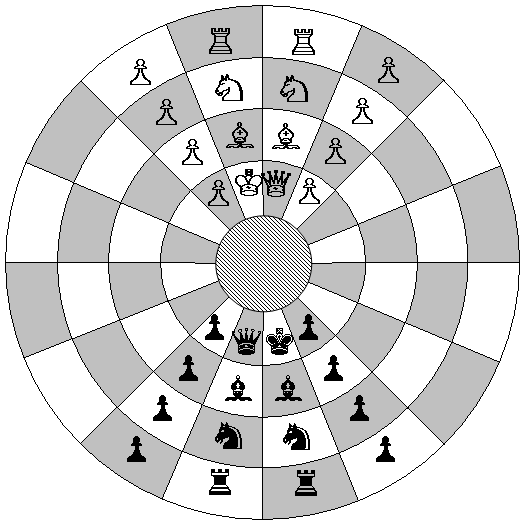
Spelbräde till bysantinskt schack med pjäserna i startposition.

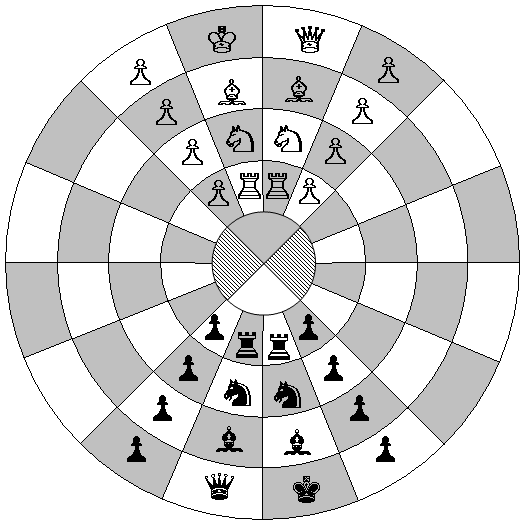
Spelbräde till bysantinskt schack, version med "citadell". Pjäserna har här omvända startpositioner.

Bysantinskt schack är en medeltida schackvariant, som spelas på ett cirkulärt spelbräde med fyra koncentriska ringar, indelade i 16 segment. Brädet har alltså 64 fält, lika många som ett vanligt schackbräde, och uppsättningen spelpjäser är densamma som i vanligt schack.
För pjäsernas gång gäller de medeltida schackreglerna: damen flyttas 1 steg diagonalt, löparna flyttas 2 steg diagonalt och kan hoppa över en annan pjäs; övriga pjäser flyttas på samma sätt som i modernt schack. Eftersom spelbrädet är cirkelformat kan det inträffa att två bönder, som hör till samma spelare, kommer att hamna stående mittemot varandra. I sådana fall får motspelaren plocka bort dessa två pjäser från brädet.
Spelbrädet kan ibland vara försett med fyra fält innanför den innersta ringen, kallade "citadell". Om en spelare lyckas flytta in sin kung i ett av citadellen slutar spelet remi.
Spelet omnämns första gången i arabiska handskrifter från 900-talet. Upprepade försök att återuppliva spelet har gjorts, bland annat 1983 med den kommersiella varianten circular chess.